# Alpheus cristulifrons
Alpheus cristulifrons är en kräftdjursart som beskrevs av M. J. Rathbun 1900. Alpheus cristulifrons ingår i släktet Alpheus och familjen Alpheidae. Inga underarter finns listade i Catalogue of Life.